# کولاک (روسیه)
کولاک (به روسی: кула́к) یا قلچماق (ترکی آذربایجانی: qolçomaq) اصطلاحی برای توصیف دهقانان ثروتمندِ دارای زمینی با مساحت بیش از سه اکر (معادل ۱.۲ هکتار) در اواخر امپراتوری روسیه بود. در ابتدای تشکیل اتحاد جماهیر شوروی به‌ویژه در روسیه شوروی و آذربایجان شوروی، کولاک اشاره‌ای مبهم به مالکیت بین دهقانانی بود که به انقلاب بلشویکی پیوسته بودند.

## خاستگاه
واژهٔ کولاک به معنی مشت است و اشتقاق معنایی آن «مشت‌بسته و خسیس» است.